# August-Sander-Preis
Der August-Sander-Preis ist ein von der Photographischen Sammlung der SK Stiftung Kultur in Köln ausgelobter Preis für Porträtfotografie. 

## Charakteristik
Der Photograph August Sander (1876–1964) gab dem Preis seinen Namen, der 2018 erstmals verliehen wurde, gestiftet von Ulla Bartenbach und dem Rechtsanwalt und Hochschullehrer Kurt Bartenbach. Die Vergabe erfolgt in Zusammenarbeit mit der Photographischen Sammlung/SK Stiftung Kultur in Köln. Mit dem Preis, der alle zwei Jahre verliehen wird, sollen junge zeitgenössische künstlerische Ansätze im Sinne der sachlich-konzeptuellen Photographie mit dem besonderen Schwerpunkt auf dem menschlichen Porträt gefördert werden. Der Preis ist mit 5.000 Euro dotiert. Teilnehmen dürfen nationale und internationale Künstler bis einschließlich 40 Jahre mit dem Schwerpunkt Photographie. Berücksichtigt werden thematisch gebundene Bildgruppen oder Sequenzen, die bei anderen Wettbewerben noch keinen Preis erhalten haben.

## Jury (2020)
Die Jury setzt sich aus fünf Mitgliedern zusammen: 
- Rineke Dijkstra, niederländische Fotografin, Amsterdam
- Jeff Rosenheim, Kurator, The Metropolitan Museum of Art/New York
- Ursula Frohne, Kunsthistorikerin, Westfälische Wilhelms-Universität, Münster
- Anja Bartenbach, Stifterfamilie, Köln
- Gabriele Conrath-Scholl, Leiterin der Photographischen Sammlung/SK Stiftung Kultur, Köln

## Preisträger
- 2024: Johanna Langenhoff mit der Serie Ich oder so[2][3]
- 2022: Sora Park mit der Serie Bei mir, bei Dir[4]
- 2020: Rebecca Unz mit der Serie Sensibelchen[5][6]
- 2018: Francesco Neri mit der Serie Farmers[7]

## Einzelbelege
1. ↑  Profifoto vom 3. November 2019: SK Stiftung Kultur: August-Sander-Preis, abgerufen am 1. Mai 2020
2. ↑  Johanna Langenhoff gewinnt den August-Sander-Preis 2024 -. Abgerufen am 12. September 2024 (deutsch).
3. ↑  Redaktion: Jury vergibt August-Sander-Preis 2024 an Johanna Langenhoff. In: Report-K. 17. April 2024, abgerufen am 12. September 2024 (deutsch).
4. ↑  August-Sander-Preis 2022. Stiftung Kultur der Sparkasse KölnBonn, abgerufen am 2. Mai 2022.
5. ↑  SK Stiftung Kultur der Sparkasse KölnBonn: Rebecca Unz wird mit dem August-Sander-Preis 2020 ausgezeichnet, abgerufen am 1. Mai 2020
6. ↑  Die Photographische Sammlung/SK Stiftung Kultur: August-Sander-PreisträgerIn 2020: Rebecca Unz wird mit dem August-Sander-Preis 2020 ausgezeichnet (Seite nicht mehr abrufbar, festgestellt im März 2023. Suche in Webarchiven)  Info: Der Link wurde automatisch als defekt markiert. Bitte prüfe den Link gemäß Anleitung und entferne dann diesen Hinweis. (PDF; 130 kB), abgerufen am 1. Mai 2020
7. ↑  Die Photographische Sammlung/SK Stiftung Kultur: Gewinner des ersten August-Sander-Preis: Francesco Neri, abgerufen am 1. Mai 2020